# Julie Hagerty
Julie Beth Hagerty é uma atriz americana. Ela estrelou como Elaine nos filmes de comédia Airplane! (1980) e Airplane II: The Sequel (1982). Seus outros papéis no cinema incluem A Midsummer Night's Sex Comedy (1982), Lost in America (1985), What About Bob? (1991), Freddy Got Fingered (2001), A Master Builder (2013), Instant Family (2018) e Marriage Story (2019).

## Filmografia
| Ano  | Título                                     | Personagem          | Notas                                |
| ---- | ------------------------------------------ | ------------------- | ------------------------------------ |
| 1980 | Airplane!                                  | Elaine Dickinson    |                                      |
| 1982 | A Midsummer Night's Sex Comedy             | Dulcy Ford          |                                      |
| 1982 | Airplane II: The Sequel                    | Elaine Dickinson    |                                      |
| 1985 | Lost in America                            | Linda Howard        |                                      |
| 1985 | Goodbye, New York                          | Nancy Callaghan     |                                      |
| 1985 | Bad Medicine                               | Liz Parker          |                                      |
| 1987 | Beyond Therapy                             | Prudence            |                                      |
| 1987 | Aria                                       | —                   | Segmento: Les Boréades Não creditada |
| 1989 | Bloodhounds of Broadway                    | Harriet MacKyle     |                                      |
| 1989 | Rude Awakening                             | Petra Black         |                                      |
| 1990 | Reversal of Fortune                        | Alexandra Isles     | Não creditada                        |
| 1991 | What About Bob?                            | Fay Marvin          |                                      |
| 1992 | Noises Off                                 | Poppy Taylor        |                                      |
| 1995 | The Wife                                   | Rita                |                                      |
| 1997 | U Turn                                     | Flo                 |                                      |
| 1998 | Everyone Loves Mel                         | Bonnie              |                                      |
| 1999 | Held Up                                    | Gloria              |                                      |
| 1999 | The Story of Us                            | Liza                |                                      |
| 2000 | Baby Bedlam                                | Sindi               |                                      |
| 2001 | Freddy Got Fingered                        | Julie Brody         |                                      |
| 2001 | Storytelling                               | Fern Livingston     | Segmento: Não-ficção                 |
| 2002 | Bridget                                    | Julie               |                                      |
| 2002 | The Badge                                  | Irmã Felicia        |                                      |
| 2003 | A Guy Thing                                | Dorothy Morse       |                                      |
| 2005 | Adam & Steve                               | Sherry              |                                      |
| 2005 | Pizza                                      | Darlene             |                                      |
| 2005 | A Host of Trouble                          | Imrã Cletus         | Curta-metragem                       |
| 2005 | Just Friends                               | Carol Brander       |                                      |
| 2006 | A Slice of 'Pizza                          | Darlene             | Curta-metragem                       |
| 2006 | She's the Man                              | Daphne Hastings     |                                      |
| 2006 | Pope Dreams                                | Kristina Venable    |                                      |
| 2009 | Confessions of a Shopaholic                | Hayley              |                                      |
| 2009 | 2081                                       | Hazel Bergeron      | Curta-metragem                       |
| 2009 | Make Up                                    | Dorris Hallens      | Curta-metragem                       |
| 2013 | A Master Builder                           | Aline Solness       |                                      |
| 2015 | Larry Gaye: Renegade Male Flight Attendant | Comissária de bordo |                                      |
| 2018 | Instant Family                             | Jan                 |                                      |
| 2019 | Marriage Story                             | Sandra              |                                      |
| 2019 | Noelle                                     | Mamãe Noel          |                                      |
| 2022 | Somebody I Used to Know                    |                     | Pós-produção                         |
| 2022 | The Out-Laws                               | Margie Browning     | Pós-produção                         |
| 2022 | A Christmas Story Christmas                | Sr.ª Parker         | Pós-produção                         |